# 石見町
石見町（いわみちょう）は、かつて島根県の中南部に存在した町。邑智郡に属した。
2004年（平成16年）10月1日、瑞穂町、羽須美村との合併により邑南町となり、石見町も廃止となった。

## 歴史
- 1955年（昭和30年）4月15日 - 井原村・中野村・矢上町・日貫村・日和村が合併して石見町が発足。
- 1958年（昭和33年）4月1日 - 瑞穂町の一部（大字上田所のうち高水地区）を編入（現・邑南町高水）。
- 2004年（平成16年）10月1日 - 羽須美村・瑞穂町と合併して邑南町が発足。同日石見町廃止。

## 教育

### 小学校
- 石見町立矢上小学校
- 石見町立石見東小学校
- 石見町立日貫小学校
- 石見町立日和小学校

### 中学校
- 石見町立石見中学校

### 高等学校
- 島根県立矢上高等学校

### 養護学校
- 島根県立石見養護学校

## 交通

### 鉄道
旧町内を走る鉄道はない。最寄り駅は山陰本線の江津駅あるいは芸備線の三次駅。

### 道路

#### 高速道路
旧町内を走る高速道路はない。（最寄のICは浜田自動車道瑞穂IC）

#### 国道
- 国道261号

#### 県道
- 主要地方道
  - 島根県道7号浜田作木線
- 一般県道
  - 島根県道112号三次江津線
  - 島根県道295号日貫川本線
  - 島根県道297号皆井田江津線
  - 島根県道327号市木井原線

## 観光
- いわみ温泉
- 断魚渓
- 千丈渓